# Hans Georg Freund

Hans Georg Freund

Hans Georg Freund, auch Johannes Freund (* 5. Oktober 1905 in Bautzen; † Januar 1942 vermisst), war ein deutscher Politiker (NSDAP).

## Leben und Wirken
Nach dem Besuch der Bürgerschule in Bautzen, der Volksschule in Hochkirch und der Oberrealschule in Bautzen absolvierte er von 1923 bis 1925 eine Banklehre bei der Allgemeinen Deutschen Kredit-Anstalt in Löbau, Bautzen und Reichenau. Anschließend arbeitete er als Bankbeamter bei Adea in Neugersdorf und Gera. Von 1933 bis 1935 war er als Angestellter bei der Aktiengesellschaft Sächsische Werke in Zittau tätig.
Freund trat zum 1. März 1926 der NSDAP bei (Mitgliedsnummer 31.123). Von Januar 1931 bis 1935 amtierte er als Ortsgruppenleiter in Reichenau. 1933 wurde er Gemeindevorsteher und von 1933 bis 1935 fungierte er als 1. Gemeindeältester in Reichenau bei Zittau. 1935 übernahm Freund als Nachfolger des mit sofortiger Wirkung versetzten Richard Delang den Posten des Kreisleiters der NSDAP in Dippoldiswalde.
Von März 1936 bis zu seinem Verschwinden 1942 saß Freund als Abgeordneter für den Wahlkreis 30 (Chemnitz-Zwickau) im nationalsozialistischen Reichstag.
Seit dem Januar des Jahres 1942 gilt Freund als vermisst.